# Niels Kaj Jerne
Niels Kaj Jerne (23 décembre 1911 - 7 octobre 1994) est un immunologiste danois.
Il a reçu le Prix Nobel de physiologie ou médecine en 1984 pour la théorie du réseau idiotypique de Jerne avec Georges Köhler et César Milstein.
Il fut membre de l'Académie royale danoise des sciences et des lettres.